# Antigua y Barbuda en los Juegos Olímpicos de la Juventud 2018
Antigua y Barbuda compitió en los Juegos Olímpicos de la Juventud 2018 en Buenos Aires, Argentina, celebrados entre el 6 y el 18 de octubre de 2018. Su delegación estuvo conformada por cinco atletas y no pudo obtener medallas en las justas deportivas.

## Medallero
| Medalla       | Oro | Plata | Bronce | Total |
| ------------- | --- | ----- | ------ | ----- |
| Total oficial | 0   | 0     | 0      | 0     |

## Disciplinas

### Vela
Antigua y Barbuda calificó un barco según su desempeño en los clasificatorios IKA Twin Tip de Norteamérica y el Caribe.
- Masculino - 1 bote